# Albergo Diffuso
Albergo Diffuso — концепция в области гостиничного бизнеса, которая впервые была реализована в Италии в начале 1980-х годов как способ оживления небольших исторических итальянских деревень и коммун (от фр. commune — «община») путём, не связанным с обычными туристическими маршрутами. Перевод понятия на русский язык может звучать как «разбросанный отель», «растянувшийся отель», «раскинувшийся отель» с акцентом на озеленение. Это такой отель, который не является единичным блоком, а состоит из различных исторических зданий, находящихся в небольшом сообществе.
Отель должен соответствовать следующим условиям:
- отелем управляет отдельный владелец, в нём предоставляются обычные гостиничные услуги;
- номера распределены в существующих преобразованных зданиях в историческом центре;
- в отеле имеется центральная стойка регистрации, где предоставляется питание;
- отель связан с сообществом, что позволяет гостю быть частью местной жизни.

Раскинувшийся отель может представлять собой дом, апартаменты или даже конюшни, которые были реновированы или трансформированы для их нового назначения. Философию, стоящую за разбросанным отелем, можно сформулировать как незаметное слияние отеля не только с существующей архитектурой, но и местной культурой и обычаями.